# Ernest Reynaert
Pour les articles homonymes, voir Reynaert.
Ernest Reynaert, né le 9 août 1867 et mort le 31 décembre 1937  est homme politique belge flamand, membre du parti catholique et représentant de la bourgeoisie.

## Biographie
Reynaert fut docteur en droit. À Courtrai, il fut commissaire d'arrondissement (1894-1910), trésorier du la caisse de pensions Bond der lijfgilden van 't Kortrijksche dès 1904, membre du CD du Bond der ziekengilden van 't Kortrijksche dès 1908, secrétaire de la mutualité De zekerheid voor het leven. Il parvint à regrouper toutes les mutualités catholiques de Courtrai. Il y fut également conseiller communal dès 1921 et ensuite échevin. Il fut élu député de l'arrondissement de Courtrai (22/05/1910-1936).

## Sources
- Bio sur ODIS